# Il paese delle maree
Il paese delle maree è un romanzo dello scrittore indiano Amitav Ghosh.
Il romanzo narra le vicende di Piya, una biologa marina di origini bengalesi ma cresciuta negli Stati Uniti, Kanai, un traduttore multilingue di Kolkata, e Fokir, un povero pescatore bengalese, le cui vite si incrociano nello scenario dei Sundarban, avventuroso territorio sulle coste del golfo del Bengala, dove i confini tra acqua dolce e acqua salata, fiumi e mare, terra e acqua vengono quotidianamente stravolti dall'incessante ritmo delle maree. Comprimari della vicenda un branco di delfini dell'Irrawaddy, nella ricerca dei quali si annodano i destini dei tre protagonisti.